# Mauro Zuliani
Mauro Zuliani, född den 23 juli 1959 i Milano, Italien, är en italiensk friidrottare inom kortdistanslöpning.
Han tog OS-brons på 4 x 400 meter stafett vid friidrottstävlingarna 1980 i Moskva. 